# Pitman River
Pitman River är ett vattendrag i Kanada.   Det ligger i provinsen British Columbia, i den centrala delen av landet, 3 800 km väster om huvudstaden Ottawa.
I omgivningarna runt Pitman River växer i huvudsak barrskog. Trakten runt Pitman River är nära nog obefolkad, med mindre än två invånare per kvadratkilometer.